# Aginskoje
Aginskoje (ros. Агинское) – osiedle typu miejskiego w azjatyckiej części Rosji, stolica dawnego Agińsko-Buriackiego Okręgu Autonomicznego, włączonego 1 marca 2008 roku w skład Kraju Zabajkalskiego.
Założone w 1811 roku, zamieszkuje je obecnie 12,6 tys. mieszkańców (dane z 2005 roku).
Do dnia 29 lutego 2008 roku było jedyną stolicą podmiotu Federacji Rosyjskiej nieposiadającą statusu miasta. 1 marca 2008 roku utraciło swój stołeczny charakter na skutek likwidacji Agińsko-Buriackiego Okręgu Autonomicznego i utworzenia Kraju Zabajkalskiego.